# لاري د. جيمس
لاري د. جيمس (بالإنجليزية: Larry D. James)‏ هو رائد فضاء وضابط أمريكي، ولد في 1956.